# Collegio elettorale di Bari (Regno d'Italia)
Il collegio elettorale di Bari è stato un collegio elettorale uninominale e di lista del Regno d'Italia per l'elezione della Camera dei deputati.

## Storia
Il collegio uninominale venne istituito, insieme ad altri 442, tramite regio decreto 17 dicembre 1860, n. 4513.
Successivamente divenne collegio plurinominale tramite regio decreto 24 settembre 1882, n. 999, in seguito alla riforma che stabilì complessivamente 135 collegi elettorali.
Tornò poi ad essere un collegio uninominale tramite regio decreto 14 giugno 1891, n. 280, in seguito alla riforma che stabilì complessivamente 508 collegi elettorali.
In seguito divenne un collegio con scrutinio di lista con sistema proporzionale tramite regio decreto 10 settembre 1919, n. 1576, in seguito alla riforma che definì 54 collegi elettorali.
Il numero di collegi fu ridotto tramite regio decreto 2 aprile 1921, n. 320, in seguito alla riforma che definì 40 collegi elettorali.
Fu soppresso definitivamente con l'istituzione del collegio unico nazionale tramite regio decreto del 13 dicembre 1923, n. 2694.
| Legislature           | VIII | IX   | X    | XI   | XII  | XIII | XIV  | XV   | XVI  | XVII | XVIII | XIX  | XX   | XXI  | XXII | XXIII | XXIV | XXV  | XXVI | XXVII | XXVIII | XXIX | XXX  |
| --------------------- | ---- | ---- | ---- | ---- | ---- | ---- | ---- | ---- | ---- | ---- | ----- | ---- | ---- | ---- | ---- | ----- | ---- | ---- | ---- | ----- | ------ | ---- | ---- |
| Elezioni              | 1861 | 1865 | 1867 | 1870 | 1874 | 1876 | 1880 | 1882 | 1886 | 1890 | 1892  | 1895 | 1897 | 1900 | 1904 | 1909  | 1913 | 1919 | 1921 | 1924  | 1929   | 1934 | 1939 |
| Deputati nel collegio | 1    | 1    | 1    | 1    | 1    | 1    | 1    | 4    | 4    | 4    | 1     | 1    | 1    | 1    | 1    | 1     | 1    | 12   | 18   |       |        |      |      |
|                       |      |      |      |      |      |      |      |      |      |      |       |      |      |      |      |       |      |      |      |       |        |      |      |
| Totale eletti         | 443  | 493  | 493  | 508  | 508  | 508  | 508  | 508  | 508  | 508  | 508   | 508  | 508  | 508  | 508  | 508   | 508  | 508  | 535  | 535   | 400    | 400  |      |
| Numero collegi        | 443  | 493  | 493  | 508  | 508  | 508  | 508  | 135  | 135  | 135  | 508   | 508  | 508  | 508  | 508  | 508   | 508  | 54   | 40   | 15    | 1      | 1    |      |

## Territorio
Nel 1882 il collegio Bari I con capoluogo Bari era composto dai mandamenti di Bari, Bitonto, Capurso, Castellana, Conversano, Fasano, Locorotondo, Modugno, Mola di Bari, Monopoli, Rutigliano del circondario di Bari; dal mandamento di Terlizzi del circondario di Barletta.
Nel 1919 Bari divenne capoluogo del collegio comprendente l'intera provincia; nel 1921 il collegio inglobò anche la provincia di Foggia.

## Dati elettorali
Nel collegio si svolsero elezioni per diciannove legislature.

### VIII legislatura
Le votazioni si svolsero in 443 collegi uninominali a doppio turno. Come previsto dalla legge elettorale del 17 dicembre 1860, era eletto al primo turno il candidato che «riunisce in suo favore più del terzo dei voti del total numero dei membri componenti il collegio e più della metà dei suffragi dati dai votanti presenti all'adunanza» (art. 91). Se nessun candidato era eletto, al ballottaggio tra i due candidati con più voti era eletto chi otteneva il maggior numero di voti (art. 92) o, in caso di ugual numero di voti, il maggiore d'età (art. 93).
| Partito                            | Partito                            | Candidato                          | Risultati 27 gennaio 1861 | Risultati 27 gennaio 1861 |
| Partito                            | Partito                            | Candidato                          | Voti                      | %                         |
| ---------------------------------- | ---------------------------------- | ---------------------------------- | ------------------------- | ------------------------- |
|                                    | —                                  | Giuseppe Massari                   | 709                       | 95,81                     |
|                                    | —                                  | Ferrigni Giuseppe                  | 31                        | 4,19                      |
|                                    |                                    |                                    |                           |                           |
| Iscritti                           | Iscritti                           | Iscritti                           | 1 198                     | 100,00                    |
| ↳ Votanti (% su iscritti)          | ↳ Votanti (% su iscritti)          | ↳ Votanti (% su iscritti)          | 829                       | 69,20                     |
| ↳ Voti validi (% su votanti)       | ↳ Voti validi (% su votanti)       | ↳ Voti validi (% su votanti)       | 740                       | 89,26                     |
| ↳ Schede non valide (% su votanti) | ↳ Schede non valide (% su votanti) | ↳ Schede non valide (% su votanti) | 89                        | 10,74                     |
| ↳ Astenuti (% su iscritti)         | ↳ Astenuti (% su iscritti)         | ↳ Astenuti (% su iscritti)         | 369                       | 30,80                     |

### IX legislatura
Le votazioni si svolsero in 493 collegi uninominali a doppio turno con la stessa normativa precedente (al primo turno un numero di voti maggiore di un terzo degli iscritti al voto).
| Partito                            | Partito                            | Candidato                          | Primo turno 22 ottobre 1865 | Primo turno 22 ottobre 1865 | Ballottaggio 29 ottobre 1865 | Ballottaggio 29 ottobre 1865 |
| Partito                            | Partito                            | Candidato                          | Voti                        | %                           | Voti                         | %                            |
| ---------------------------------- | ---------------------------------- | ---------------------------------- | --------------------------- | --------------------------- | ---------------------------- | ---------------------------- |
|                                    | —                                  | Vincenzo Carbonelli                | 510                         | 56,23                       | 645                          | 51,44                        |
|                                    | —                                  | Giuseppe Massari                   | 397                         | 43,77                       | 609                          | 48,56                        |
|                                    |                                    |                                    |                             |                             |                              |                              |
| Iscritti                           | Iscritti                           | Iscritti                           | 1 809                       | 100,00                      | 1 809                        | 100,00                       |
| ↳ Votanti (% su iscritti)          | ↳ Votanti (% su iscritti)          | ↳ Votanti (% su iscritti)          | 989                         | 54,67                       | 1 276                        | 70,54                        |
| ↳ Voti validi (% su votanti)       | ↳ Voti validi (% su votanti)       | ↳ Voti validi (% su votanti)       | 907                         | 91,71                       | 1 254                        | 98,28                        |
| ↳ Schede non valide (% su votanti) | ↳ Schede non valide (% su votanti) | ↳ Schede non valide (% su votanti) | 82                          | 8,29                        | 22                           | 1,72                         |
| ↳ Astenuti (% su iscritti)         | ↳ Astenuti (% su iscritti)         | ↳ Astenuti (% su iscritti)         | 820                         | 45,33                       | 533                          | 29,46                        |

### X legislatura
Le votazioni si svolsero in 493 collegi uninominali a doppio turno con la stessa normativa precedente (al primo turno un numero di voti maggiore di un terzo degli iscritti al voto).
| Partito                            | Partito                            | Candidato                          | Risultati 10 marzo 1867 | Risultati 10 marzo 1867 |
| Partito                            | Partito                            | Candidato                          | Voti                    | %                       |
| ---------------------------------- | ---------------------------------- | ---------------------------------- | ----------------------- | ----------------------- |
|                                    | —                                  | Giuseppe Massari                   | 599                     | 52,18                   |
|                                    | —                                  | Vincenzo Carbonelli                | 496                     | 43,21                   |
|                                    | —                                  | Giuseppe Signorile                 | 53                      | 4,62                    |
|                                    |                                    |                                    |                         |                         |
| Iscritti                           | Iscritti                           | Iscritti                           | 1 671                   | 100,00                  |
| ↳ Votanti (% su iscritti)          | ↳ Votanti (% su iscritti)          | ↳ Votanti (% su iscritti)          | 1 171                   | 70,08                   |
| ↳ Voti validi (% su votanti)       | ↳ Voti validi (% su votanti)       | ↳ Voti validi (% su votanti)       | 1 148                   | 98,04                   |
| ↳ Schede non valide (% su votanti) | ↳ Schede non valide (% su votanti) | ↳ Schede non valide (% su votanti) | 23                      | 1,96                    |
| ↳ Astenuti (% su iscritti)         | ↳ Astenuti (% su iscritti)         | ↳ Astenuti (% su iscritti)         | 500                     | 29,92                   |

### XI legislatura
Le votazioni si svolsero in 508 collegi uninominali a doppio turno con la normativa del 1860 (al primo turno un numero di voti maggiore di un terzo degli iscritti al voto).
| Partito                            | Partito                            | Candidato                          | Risultati 20 novembre 1870 | Risultati 20 novembre 1870 |
| Partito                            | Partito                            | Candidato                          | Voti                       | %                          |
| ---------------------------------- | ---------------------------------- | ---------------------------------- | -------------------------- | -------------------------- |
|                                    | —                                  | Giuseppe Massari                   | 864                        | 68,74                      |
|                                    | —                                  | Nicola de Gemmis                   | 393                        | 31,26                      |
|                                    |                                    |                                    |                            |                            |
| Iscritti                           | Iscritti                           | Iscritti                           | 1 920                      | 100,00                     |
| ↳ Votanti (% su iscritti)          | ↳ Votanti (% su iscritti)          | ↳ Votanti (% su iscritti)          | 1 304                      | 67,92                      |
| ↳ Voti validi (% su votanti)       | ↳ Voti validi (% su votanti)       | ↳ Voti validi (% su votanti)       | 1 257                      | 96,40                      |
| ↳ Schede non valide (% su votanti) | ↳ Schede non valide (% su votanti) | ↳ Schede non valide (% su votanti) | 47                         | 3,60                       |
| ↳ Astenuti (% su iscritti)         | ↳ Astenuti (% su iscritti)         | ↳ Astenuti (% su iscritti)         | 616                        | 32,08                      |

### XII legislatura
Le votazioni si svolsero in 508 collegi uninominali a doppio turno con la normativa del 1860 (al primo turno un numero di voti maggiore di un terzo degli iscritti al voto).
| Partito                            | Partito                            | Candidato                          | Risultati 8 novembre 1874 | Risultati 8 novembre 1874 |
| Partito                            | Partito                            | Candidato                          | Voti                      | %                         |
| ---------------------------------- | ---------------------------------- | ---------------------------------- | ------------------------- | ------------------------- |
|                                    | —                                  | Giuseppe Massari                   | 946                       | 61,95                     |
|                                    | —                                  | Francesco Crispi                   | 581                       | 38,05                     |
|                                    |                                    |                                    |                           |                           |
| Iscritti                           | Iscritti                           | Iscritti                           | 2 240                     | 100,00                    |
| ↳ Votanti (% su iscritti)          | ↳ Votanti (% su iscritti)          | ↳ Votanti (% su iscritti)          | 1 554                     | 69,38                     |
| ↳ Voti validi (% su votanti)       | ↳ Voti validi (% su votanti)       | ↳ Voti validi (% su votanti)       | 1 527                     | 98,26                     |
| ↳ Schede non valide (% su votanti) | ↳ Schede non valide (% su votanti) | ↳ Schede non valide (% su votanti) | 27                        | 1,74                      |
| ↳ Astenuti (% su iscritti)         | ↳ Astenuti (% su iscritti)         | ↳ Astenuti (% su iscritti)         | 686                       | 30,62                     |

### XIII legislatura
Le votazioni si svolsero in 508 collegi uninominali a doppio turno con la normativa del 1860 (al primo turno un numero di voti maggiore di un terzo degli iscritti al voto).
| Partito                            | Partito                            | Candidato                          | Primo turno 5 novembre 1876 | Primo turno 5 novembre 1876 | Ballottaggio 12 novembre 1876 | Ballottaggio 12 novembre 1876 |
| Partito                            | Partito                            | Candidato                          | Voti                        | %                           | Voti                          | %                             |
| ---------------------------------- | ---------------------------------- | ---------------------------------- | --------------------------- | --------------------------- | ----------------------------- | ----------------------------- |
|                                    | —                                  | Francesco Crispi                   | 700                         | 42,45                       | 1 059                         | 60,69                         |
|                                    | —                                  | GIan Domenico Petroni              | 556                         | 33,72                       | 686                           | 39,31                         |
|                                    | —                                  | Giuseppe Massari                   | 393                         | 23,83                       |                               |                               |
|                                    |                                    |                                    |                             |                             |                               |                               |
| Iscritti                           | Iscritti                           | Iscritti                           | 2 700                       | 100,00                      | 2 700                         | 100,00                        |
| ↳ Votanti (% su iscritti)          | ↳ Votanti (% su iscritti)          | ↳ Votanti (% su iscritti)          | 1 684                       | 62,37                       | 1 762                         | 65,26                         |
| ↳ Voti validi (% su votanti)       | ↳ Voti validi (% su votanti)       | ↳ Voti validi (% su votanti)       | 1 649                       | 97,92                       | 1 745                         | 99,04                         |
| ↳ Schede non valide (% su votanti) | ↳ Schede non valide (% su votanti) | ↳ Schede non valide (% su votanti) | 35                          | 2,08                        | 17                            | 0,96                          |
| ↳ Astenuti (% su iscritti)         | ↳ Astenuti (% su iscritti)         | ↳ Astenuti (% su iscritti)         | 1 016                       | 37,63                       | 938                           | 34,74                         |

L'onorevole Crispi optò per il collegio di Tricarico il 21 dicembre 1876 e furono indette elezioni suppletive per il 21 gennaio 1877
| Partito                            | Partito                            | Candidato                          | Primo turno 21 gennaio 1877 | Primo turno 21 gennaio 1877 | Ballottaggio 28 gennaio 1877 | Ballottaggio 28 gennaio 1877 |
| Partito                            | Partito                            | Candidato                          | Voti                        | %                           | Voti                         | %                            |
| ---------------------------------- | ---------------------------------- | ---------------------------------- | --------------------------- | --------------------------- | ---------------------------- | ---------------------------- |
|                                    | —                                  | Giovanni Diana                     | 878                         | 50,32                       | 1 153                        | 66,76                        |
|                                    | —                                  | Gian Domenico Petroni              | 574                         | 32,89                       | 574                          | 33,24                        |
|                                    | —                                  | Giuseppe Massari                   | 293                         | 16,79                       |                              |                              |
|                                    |                                    |                                    |                             |                             |                              |                              |
| Iscritti                           | Iscritti                           | Iscritti                           | 2 698                       | 100,00                      | 2 698                        | 100,00                       |
| ↳ Votanti (% su iscritti)          | ↳ Votanti (% su iscritti)          | ↳ Votanti (% su iscritti)          | 1 753                       | 64,97                       | 1 772                        | 65,68                        |
| ↳ Voti validi (% su votanti)       | ↳ Voti validi (% su votanti)       | ↳ Voti validi (% su votanti)       | 1 745                       | 99,54                       | 1 727                        | 97,46                        |
| ↳ Schede non valide (% su votanti) | ↳ Schede non valide (% su votanti) | ↳ Schede non valide (% su votanti) | 8                           | 0,46                        | 45                           | 2,54                         |
| ↳ Astenuti (% su iscritti)         | ↳ Astenuti (% su iscritti)         | ↳ Astenuti (% su iscritti)         | 945                         | 35,03                       | 926                          | 34,32                        |

### XIV legislatura
Le votazioni si svolsero in 508 collegi uninominali a doppio turno con la normativa del 1860 (al primo turno un numero di voti maggiore di un terzo degli iscritti al voto).
| Partito                            | Partito                            | Candidato                          | Primo turno 16 maggio 1880 | Primo turno 16 maggio 1880 | Ballottaggio 23 maggio 1880 | Ballottaggio 23 maggio 1880 |
| Partito                            | Partito                            | Candidato                          | Voti                       | %                          | Voti                        | %                           |
| ---------------------------------- | ---------------------------------- | ---------------------------------- | -------------------------- | -------------------------- | --------------------------- | --------------------------- |
|                                    | —                                  | Giuseppe Massari                   | 715                        | 49,76                      | 936                         | 54,55                       |
|                                    | —                                  | Gian Domenico Patroni              | 722                        | 50,24                      | 780                         | 45,45                       |
|                                    |                                    |                                    |                            |                            |                             |                             |
| Iscritti                           | Iscritti                           | Iscritti                           | 2 180                      | 100,00                     | 2 180                       | 100,00                      |
| ↳ Votanti (% su iscritti)          | ↳ Votanti (% su iscritti)          | ↳ Votanti (% su iscritti)          | 1 499                      | 68,76                      | 1 741                       | 79,86                       |
| ↳ Voti validi (% su votanti)       | ↳ Voti validi (% su votanti)       | ↳ Voti validi (% su votanti)       | 1 437                      | 95,86                      | 1 716                       | 98,56                       |
| ↳ Schede non valide (% su votanti) | ↳ Schede non valide (% su votanti) | ↳ Schede non valide (% su votanti) | 62                         | 4,14                       | 25                          | 1,44                        |
| ↳ Astenuti (% su iscritti)         | ↳ Astenuti (% su iscritti)         | ↳ Astenuti (% su iscritti)         | 681                        | 31,24                      | 439                         | 20,14                       |

L'onorevole Massari optò per il collegio di Spoleto il 16 luglio 1880 e vennero indette elezioni suppletive per il 15 agosto 1880.
| Partito                            | Partito                            | Candidato                          | Risultati 15 agosto 1880 | Risultati 15 agosto 1880 |
| Partito                            | Partito                            | Candidato                          | Voti                     | %                        |
| ---------------------------------- | ---------------------------------- | ---------------------------------- | ------------------------ | ------------------------ |
|                                    | —                                  | Bernardino Milon                   | 1 206                    | 62,07                    |
|                                    | —                                  | Gian Domenico Petroni              | 737                      | 37,93                    |
|                                    |                                    |                                    |                          |                          |
| Iscritti                           | Iscritti                           | Iscritti                           | 2 043                    | 100,00                   |
| ↳ Votanti (% su iscritti)          | ↳ Votanti (% su iscritti)          | ↳ Votanti (% su iscritti)          | 1 979                    | 96,87                    |
| ↳ Voti validi (% su votanti)       | ↳ Voti validi (% su votanti)       | ↳ Voti validi (% su votanti)       | 1 943                    | 98,18                    |
| ↳ Schede non valide (% su votanti) | ↳ Schede non valide (% su votanti) | ↳ Schede non valide (% su votanti) | 36                       | 1,82                     |
| ↳ Astenuti (% su iscritti)         | ↳ Astenuti (% su iscritti)         | ↳ Astenuti (% su iscritti)         | 64                       | 3,13                     |

L'onorevole Milon morì il 20 marzo 1881 e conseguentemente vennero indette elezioni suppletive per il 24 aprile 1881.
| Partito                            | Partito                            | Candidato                          | Risultati 24 aprile 1881 | Risultati 24 aprile 1881 |
| Partito                            | Partito                            | Candidato                          | Voti                     | %                        |
| ---------------------------------- | ---------------------------------- | ---------------------------------- | ------------------------ | ------------------------ |
|                                    | —                                  | Vincenzo Rogadeo                   | 1 339                    | 84,11                    |
|                                    | —                                  | Leopoldo Tarantini                 | 253                      | 15,89                    |
|                                    |                                    |                                    |                          |                          |
| Iscritti                           | Iscritti                           | Iscritti                           | 3 167                    | 100,00                   |
| ↳ Votanti (% su iscritti)          | ↳ Votanti (% su iscritti)          | ↳ Votanti (% su iscritti)          | 1 644                    | 51,91                    |
| ↳ Voti validi (% su votanti)       | ↳ Voti validi (% su votanti)       | ↳ Voti validi (% su votanti)       | 1 592                    | 96,84                    |
| ↳ Schede non valide (% su votanti) | ↳ Schede non valide (% su votanti) | ↳ Schede non valide (% su votanti) | 52                       | 3,16                     |
| ↳ Astenuti (% su iscritti)         | ↳ Astenuti (% su iscritti)         | ↳ Astenuti (% su iscritti)         | 1 523                    | 48,09                    |

### XV legislatura
Le votazioni si svolsero in 135 collegi plurinominali a doppio turno. Come previsto dalla legge elettorale politica del 24 settembre 1882, erano eletti al primo turno i candidati che «hanno ottenuto il maggior numero di voti, purché questo numero oltrepassi l'ottavo del numero degli elettori iscritti» (art. 74) secondo il numero di deputati previsto per il collegio; se il numero di eletti era inferiore al numero di deputati, il ballottaggio era tra i non eletti (in numero doppio rispetto ai deputati ancora da eleggere) che avevano il maggior numero di voti (art. 75) ed era eletto chi otteneva il maggior numero di voti nella seconda votazione (art. 77) oppure, in caso di ugual numero di voti, il maggiore d'età (art. 78).
| Partito                    | Partito                    | Candidato                     | Risultati 29 ottobre 1882 | Risultati 29 ottobre 1882 |
| Partito                    | Partito                    | Candidato                     | Voti                      | %                         |
| -------------------------- | -------------------------- | ----------------------------- | ------------------------- | ------------------------- |
|                            | —                          | Giuseppe Lazzaro              | 5 627                     | 61,32                     |
|                            | —                          | Luigi Indelli                 | 4 880                     | 53,18                     |
|                            | —                          | Giuseppe Sagarriga Visconti   | 4 103                     | 44,71                     |
|                            | —                          | Vincenzo Rogadeo              | 3 887                     | 42,36                     |
|                            | —                          | Michele Mirenghi              | 3 804                     | 41,45                     |
|                            | —                          | Giuseppe Lioy                 | 3 174                     | 34,59                     |
|                            | —                          | Andrea Angiulli               | 1 863                     | 20,30                     |
|                            | —                          | Salvatore Cognetti De Martiis | 1 088                     | 11,86                     |
|                            | —                          | Gaetano Perolli               | 1 182                     | 12,88                     |
|                            | —                          | Vito Nicola De Nicolò         | 472                       | 5,14                      |
|                            |                            |                               |                           |                           |
| Iscritti                   | Iscritti                   | Iscritti                      | 15 043                    | 100,00                    |
| ↳ Votanti (% su iscritti)  | ↳ Votanti (% su iscritti)  | ↳ Votanti (% su iscritti)     | 9 177                     | 61,01                     |
| ↳ Astenuti (% su iscritti) | ↳ Astenuti (% su iscritti) | ↳ Astenuti (% su iscritti)    | 5 866                     | 38,99                     |

### XVI legislatura
Le votazioni si svolsero in 135 collegi plurinominali a doppio turno con la normativa del 1882 (al primo turno un numero di voti maggiore di un ottavo degli iscritti al voto).
| Partito                    | Partito                    | Candidato                     | Risultati 23 maggio 1886 | Risultati 23 maggio 1886 |
| Partito                    | Partito                    | Candidato                     | Voti                     | %                        |
| -------------------------- | -------------------------- | ----------------------------- | ------------------------ | ------------------------ |
|                            | —                          | Giuseppe Lazzaro              | 6 030                    | 67,68                    |
|                            | —                          | Luigi Indelli                 | 4 602                    | 51,65                    |
|                            | —                          | Giuseppe Sagarriga Visconti   | 4 155                    | 46,63                    |
|                            | —                          | Gian Domenico Petroni         | 4 002                    | 44,92                    |
|                            | —                          | Vito Nicola De Nicolò         | 3 601                    | 40,42                    |
|                            | —                          | Salvatore Cognetti De Martiis | 3 973                    | 44,59                    |
|                            | —                          | Andrea Angiulli               | 3 268                    | 36,68                    |
|                            | —                          | Giuseppe Laudisi              | 440                      | 4,94                     |
|                            | —                          | Ferdinando Noja               | 101                      | 1,13                     |
|                            |                            |                               |                          |                          |
| Iscritti                   | Iscritti                   | Iscritti                      | 15 907                   | 100,00                   |
| ↳ Votanti (% su iscritti)  | ↳ Votanti (% su iscritti)  | ↳ Votanti (% su iscritti)     | 8 910                    | 56,01                    |
| ↳ Astenuti (% su iscritti) | ↳ Astenuti (% su iscritti) | ↳ Astenuti (% su iscritti)    | 6 997                    | 43,99                    |

### XVII legislatura
Le votazioni si svolsero in 135 collegi plurinominali a doppio turno con la normativa del 1882 (al primo turno un numero di voti maggiore di un ottavo degli iscritti al voto).
| Partito                    | Partito                    | Candidato                   | Risultati 23 novembre 1890 | Risultati 23 novembre 1890 |
| Partito                    | Partito                    | Candidato                   | Voti                       | %                          |
| -------------------------- | -------------------------- | --------------------------- | -------------------------- | -------------------------- |
|                            | —                          | Giuseppe Sagarriga Visconti | 5 055                      | 49,84                      |
|                            | —                          | Giuseppe Lazzaro            | 4 806                      | 47,38                      |
|                            | —                          | Luigi Indelli               | 4 716                      | 46,50                      |
|                            | —                          | Gian Domenico Petroni       | 3 905                      | 38,50                      |
|                            | —                          | Vito Nicola De Nicolò       | 3 601                      | 35,50                      |
|                            | —                          | MIchele Mirenghi            | 3 323                      | 32,76                      |
|                            | —                          | Giuseppe Capruzzi           | 3 232                      | 31,86                      |
|                            | —                          | Tommaso Columbo             | 2 626                      | 25,89                      |
|                            | —                          | Matteo Renato Imbriani      | 2 070                      | 20,41                      |
|                            | —                          | Giuseppe Lioy               | 1 445                      | 14,25                      |
|                            |                            |                             |                            |                            |
| Iscritti                   | Iscritti                   | Iscritti                    | 16 027                     | 100,00                     |
| ↳ Votanti (% su iscritti)  | ↳ Votanti (% su iscritti)  | ↳ Votanti (% su iscritti)   | 10 143                     | 63,29                      |
| ↳ Astenuti (% su iscritti) | ↳ Astenuti (% su iscritti) | ↳ Astenuti (% su iscritti)  | 5 884                      | 36,71                      |

### XVIII legislatura
Le votazioni si svolsero in 508 collegi uninominali a doppio turno. Come previsto dalla legge elettorale politica del 28 giugno 1892, era eletto al primo turno il candidato che «ha ottenuto un numero di voti maggiore del sesto del numero totale degli elettori iscritti nella lista del collegio e più della metà dei suffragi dati dai votanti» escludendo le schede nulle (art. 74). Se nessun candidato era eletto, al ballottaggio tra i due candidati con più voti (art. 75) era eletto chi otteneva il maggior numero di voti oppure, in caso di ugual numero di voti, il maggiore d'età (art. 77).
| Partito                            | Partito                            | Candidato                          | Primo turno 6 novembre 1892 | Primo turno 6 novembre 1892 | Ballottaggio 13 novembre 1892 | Ballottaggio 13 novembre 1892 |
| Partito                            | Partito                            | Candidato                          | Voti                        | %                           | Voti                          | %                             |
| ---------------------------------- | ---------------------------------- | ---------------------------------- | --------------------------- | --------------------------- | ----------------------------- | ----------------------------- |
|                                    | —                                  | Vito Nicola De Nicolò              | 1 645                       | 50,41                       | 1 915                         | 53,69                         |
|                                    | —                                  | Gian Domenico Petrone              | 1 618                       | 49,59                       | 1 652                         | 46,31                         |
|                                    |                                    |                                    |                             |                             |                               |                               |
| Iscritti                           | Iscritti                           | Iscritti                           | 5 127                       | 100,00                      | 5 127                         | 100,00                        |
| ↳ Votanti (% su iscritti)          | ↳ Votanti (% su iscritti)          | ↳ Votanti (% su iscritti)          | 3 348                       | 65,30                       | 3 652                         | 71,23                         |
| ↳ Voti validi (% su votanti)       | ↳ Voti validi (% su votanti)       | ↳ Voti validi (% su votanti)       | 3 263                       | 97,46                       | 3 567                         | 97,67                         |
| ↳ Schede non valide (% su votanti) | ↳ Schede non valide (% su votanti) | ↳ Schede non valide (% su votanti) | 85                          | 2,54                        | 85                            | 2,33                          |
| ↳ Astenuti (% su iscritti)         | ↳ Astenuti (% su iscritti)         | ↳ Astenuti (% su iscritti)         | 1 779                       | 34,70                       | 1 475                         | 28,77                         |

### XIX legislatura
Le votazioni si svolsero in 508 collegi uninominali a doppio turno con la normativa del 1892 (al primo turno un numero di voti maggiore di un sesto degli iscritti al voto).
| Partito                            | Partito                            | Candidato                          | Primo turno 26 maggio 1892 | Primo turno 26 maggio 1892 | Ballottaggio 2 giugno 1895 | Ballottaggio 2 giugno 1895 |
| Partito                            | Partito                            | Candidato                          | Voti                       | %                          | Voti                       | %                          |
| ---------------------------------- | ---------------------------------- | ---------------------------------- | -------------------------- | -------------------------- | -------------------------- | -------------------------- |
|                                    | —                                  | Vito Nicola De Nicolò              | 1 342                      | 45,65                      | 1 947                      | 88,42                      |
|                                    | —                                  | Gian Domenico Petroni              | 811                        | 27,59                      | 255                        | 11,58                      |
|                                    | —                                  | Michelangelo Buonvino              | 684                        | 23,27                      |                            |                            |
|                                    | —                                  | Giovanni Bovio                     | 103                        | 3,50                       |                            |                            |
|                                    |                                    |                                    |                            |                            |                            |                            |
| Iscritti                           | Iscritti                           | Iscritti                           | 4 736                      | 100,00                     | 4 736                      | 100,00                     |
| ↳ Votanti (% su iscritti)          | ↳ Votanti (% su iscritti)          | ↳ Votanti (% su iscritti)          | 2 997                      | 63,28                      | 2 384                      | 50,34                      |
| ↳ Voti validi (% su votanti)       | ↳ Voti validi (% su votanti)       | ↳ Voti validi (% su votanti)       | 2 940                      | 98,10                      | 2 202                      | 92,37                      |
| ↳ Schede non valide (% su votanti) | ↳ Schede non valide (% su votanti) | ↳ Schede non valide (% su votanti) | 57                         | 1,90                       | 182                        | 7,63                       |
| ↳ Astenuti (% su iscritti)         | ↳ Astenuti (% su iscritti)         | ↳ Astenuti (% su iscritti)         | 1 739                      | 36,72                      | 2 352                      | 49,66                      |

### XX legislatura
Le votazioni si svolsero in 508 collegi uninominali a doppio turno con la normativa del 1892 (al primo turno un numero di voti maggiore di un sesto degli iscritti al voto).
| Partito                            | Partito                            | Candidato                          | Risultati 21 marzo 1897 | Risultati 21 marzo 1897 |
| Partito                            | Partito                            | Candidato                          | Voti                    | %                       |
| ---------------------------------- | ---------------------------------- | ---------------------------------- | ----------------------- | ----------------------- |
|                                    | —                                  | Vito Nicola De Nicolò              | 1 508                   | 52,49                   |
|                                    | —                                  | Gian Domenico Petroni              | 1 216                   | 42,33                   |
|                                    | —                                  | Vitaliano Borsari                  | 149                     | 5,19                    |
|                                    |                                    |                                    |                         |                         |
| Iscritti                           | Iscritti                           | Iscritti                           | 4 129                   | 100,00                  |
| ↳ Votanti (% su iscritti)          | ↳ Votanti (% su iscritti)          | ↳ Votanti (% su iscritti)          | 2 921                   | 70,74                   |
| ↳ Voti validi (% su votanti)       | ↳ Voti validi (% su votanti)       | ↳ Voti validi (% su votanti)       | 2 873                   | 98,36                   |
| ↳ Schede non valide (% su votanti) | ↳ Schede non valide (% su votanti) | ↳ Schede non valide (% su votanti) | 48                      | 1,64                    |
| ↳ Astenuti (% su iscritti)         | ↳ Astenuti (% su iscritti)         | ↳ Astenuti (% su iscritti)         | 1 208                   | 29,26                   |

### XXI legislatura
Le votazioni si svolsero in 508 collegi uninominali a doppio turno con la normativa del 1892 (al primo turno un numero di voti maggiore di un sesto degli iscritti al voto).
| Partito                            | Partito                            | Candidato                          | Risultati 3 giugno 1900 | Risultati 3 giugno 1900 |
| Partito                            | Partito                            | Candidato                          | Voti                    | %                       |
| ---------------------------------- | ---------------------------------- | ---------------------------------- | ----------------------- | ----------------------- |
|                                    | —                                  | Vito Nicola De Nicolò              | 1 472                   | 51,29                   |
|                                    | —                                  | Gian Domenico Petroni              | 1 398                   | 48,71                   |
|                                    |                                    |                                    |                         |                         |
| Iscritti                           | Iscritti                           | Iscritti                           | 4 292                   | 100,00                  |
| ↳ Votanti (% su iscritti)          | ↳ Votanti (% su iscritti)          | ↳ Votanti (% su iscritti)          | 2 938                   | 68,45                   |
| ↳ Voti validi (% su votanti)       | ↳ Voti validi (% su votanti)       | ↳ Voti validi (% su votanti)       | 2 870                   | 97,69                   |
| ↳ Schede non valide (% su votanti) | ↳ Schede non valide (% su votanti) | ↳ Schede non valide (% su votanti) | 68                      | 2,31                    |
| ↳ Astenuti (% su iscritti)         | ↳ Astenuti (% su iscritti)         | ↳ Astenuti (% su iscritti)         | 1 354                   | 31,55                   |

### XXII legislatura
Le votazioni si svolsero in 508 collegi uninominali a doppio turno con la normativa del 1892 (al primo turno un numero di voti maggiore di un sesto degli iscritti al voto).

### XXIII legislatura
Le votazioni si svolsero in 508 collegi uninominali a doppio turno con la normativa del 1892 (al primo turno un numero di voti maggiore di un sesto degli iscritti al voto).

### XXIV legislatura
Le votazioni si svolsero negli stessi 508 collegi uninominali già esistenti ma, come previsto dal regio decreto del 26 giugno 1913, era eletto al primo turno il candidato che «ha ottenuto un numero di voti maggiore del decimo del numero totale degli elettori del collegio e più della metà dei suffragi dati dai votanti» escludendo le schede nulle (art. 91). Se nessun candidato era eletto, al ballottaggio tra i due candidati con più voti (art. 92) era eletto chi otteneva il maggior numero di voti oppure, in caso di ugual numero di voti, il maggiore d'età (art. 93).

### XXV legislatura
Le votazioni si svolsero in 54 collegi di lista. Come previsto dal regio decreto del 2 settembre 1919, il numero di eletti per ogni lista era calcolato sulla base dei voti di lista e sul numero di voti dei candidati al di fuori della propria lista; la graduatoria tra i candidati era calcolata sommando i voti di lista e i propri voti di preferenza sia nella lista sia fuori dalla lista (art. 84).

### XXVI legislatura
Le votazioni si svolsero in 40 collegi (39 di lista e uno uninominale) con la normativa del 1919 che per i collegi di lista stabiliva il numero di eletti per ogni lista sulla base dei voti di lista e sul numero di voti dei candidati al di fuori della propria lista.
| Partito                            | Partito                            | Risultati 15 maggio 1921 | Risultati 15 maggio 1921 | Risultati 15 maggio 1921 | Seggi | Seggi |
| Partito                            | Partito                            | Voti                     | %                        | ±                        | Num   | ±     |
| ---------------------------------- | ---------------------------------- | ------------------------ | ------------------------ | ------------------------ | ----- | ----- |
|                                    | Blocco nazionale                   | 109 635                  | 51,49                    | n.d.                     | 11    | n.d.  |
|                                    | Socialista ufficiale               | 52 491                   | 24,65                    | n.d.                     | 5     | n.d.  |
|                                    | Indipendenti costituzionali        | 18 890                   | 8,87                     | n.d.                     | 1     | n.d.  |
|                                    | Popolare Italiano                  | 16 431                   | 7,72                     | n.d.                     | 1     | n.d.  |
|                                    | Democratico riformista             | 8 554                    | 4,02                     | n.d.                     | 0     | n.d.  |
|                                    | Repubblicano                       | 5 030                    | 2,36                     | n.d.                     | 0     | n.d.  |
|                                    | Comunista                          | 1 898                    | 0,89                     | n.d.                     | 0     | n.d.  |
|                                    |                                    |                          |                          |                          |       |       |
| Iscritti                           | Iscritti                           | 425 610                  | 100,00                   |                          |       |       |
| ↳ Votanti (% su iscritti)          | ↳ Votanti (% su iscritti)          | 215 637                  | 50,67                    | n.d.                     |       |       |
| ↳ Voti validi (% su votanti)       | ↳ Voti validi (% su votanti)       | 212 929                  | 98,74                    |                          |       |       |
| ↳ Schede non valide (% su votanti) | ↳ Schede non valide (% su votanti) | 2 708                    | 1,26                     |                          |       |       |
| ↳ Astenuti (% su iscritti)         | ↳ Astenuti (% su iscritti)         | 209 973                  | 49,33                    |                          |       |       |

| Eletti | Eletti                |
| ------ | --------------------- |
|        | Antonio Salandra      |
|        | Domenico Andrea Spada |
|        | Giuseppe Caradonna    |
|        | Ettore Valentini      |
|        | Filippo Ungaro        |
|        | Federico Mininni      |
|        | Vito Luciani          |
|        | Alessandro Guaccero   |
|        | Eugenio Maury         |
|        | Luigi Capitanio       |
|        | Raffaele Cotugno      |
|        | Arturo Vella          |
|        | Giuseppe Di Vagno     |
|        | Giuseppe Di Vittorio  |
|        | Domenico Majolo       |
|        | Michele Maitilasso    |
|        | Vito De Bellis        |
|        | Antonio Marino        |